# 何塞·马里亚·巴尔加斯
何塞·馬里亞·巴爾加斯（西班牙語：José María Vargas；1786年3月10日—1854年4月13日），出生於拉瓜伊拉，1835年二月至1836年四月擔任委內瑞拉總統。巴尔加斯州以他命名。